# Arcas (coet)

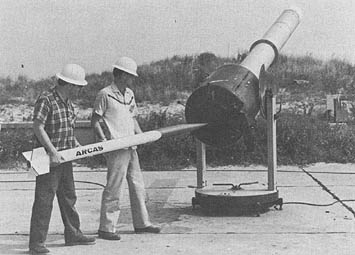
Coet Arcas.

Arcas — també designat ARCAS — va ser la designació d'un coet sonda nord-americà d'una sola etapa, començat a desenvolupar en 1958. Inicialment dissenyat per a l'estudi de la pluja radioactiva, va ser utilitzat per al mesurament de vents en l'alta atmosfera. Podia ser llançat per només dues persones mitjançant un tub de llançament tancat, amb el que els gasos de la ignició produïen una velocitat de llançament de fins a 240 km/h al moment en què el coet travessava la cobertura frontal del tub. El temps típic de combustió era d'uns 30 segons. Després de l'apagat del motor, un comptador feia que després d'entre 75 a 100 segons el con amb la càrrega útil fos ejectat i retornat a terra en paracaigudes, on es recollia i es llegien les dades de temperatura i pressió. El seguiment amb radar del coet també proporcionava dades sobre vents en relació amb l'altura. En missions posteriors els objectius es van diversificar, portant càrregues per al mesurament de ozó, mesurament d'arrossegament en l'atmosfera superior i fins i tot petits experiments biològics.
En total es van llançar 464 coets Arcas, amb una taxa d'èxit del 98,49%. El primer Arcas es va llançar l'1 de gener de 1959, i l'últim el 9 d'agost de 1991.

## Super Arcas
Una variant de l'Arcas, el Super Arcas, va ser utilitzat àmpliament en tot el món a partir d'una àmplia varietat de plataformes en terra i al mar. Amb un impuls d'un generador de gas propulsava el tub de llançament, Super Arcas va ser capaç d'arribar a altituds de 100 km. Hi va haver molts experiments de temps basada en el temps de posat en marxa en aquest coet a causa de la capacitat del tub de llançament que es va convertir ràpidament per a nous llançaments. En un d'aquests experiments es va llançar un coet per hora durant 24 hores seguides a l'Antàrtida.

## Boosted Arcas
Va existir una altra variació de l'Arcas anomenat Boosted Arcas, que era un coet de 2 etapes; una etapa Arcas i un reforç.

## L'ús de l'Arcas en telemetria DMQ-6
Quan s'utilitzava per al calibratge de radar a la dècada de 1960, la configuració de coet Arcas consistia en un llançador tancat, un coet sonda, i dues configuracions de càrrega útil, un sistema de recuperació de paracaigudes amb un DMQ-6 de telemetria del transmissor compatible amb els equips d'estacions meteorològiques terrestres estàndards, l'altre un globus metal·litzat d'un metre per al calibratge de radar. Les característiques Arcas per a aquest tipus d'operació van ser:
DMQ-6
Càrrega útil nominal: 12 lliures
Alçada màxima: 210.000 peus
L'hora de l'altitud màxima: 128 segons
Globus
Càrrega útil nominal: 7 lliures
Alçada màxima: 300.000 peus
L'hora de l'altitud màxima: 134 segons
Coet:
Altitud a la cremada: 47.300 peus
Velocitat de llançament: 150 / peus / seg.
Pes total del coet: 77 lliures
Dimensió exterior de la cua: 4,45 polzades
Transmissor:
Secció transversal del globus Robin
Secció transversal DMQ-6 transmissor
Font: RCA government contract DA-36-034-ORD-3144 Feb. 20, 1960